# Cryonics Institute
Cryonics Institute (CI) – korporacja non-profit świadcząca usługi w dziedzinie krioniki, działająca na zasadach członkostwa. CI znajduje się w Clinton Township w stanie Michigan w Stanach Zjednoczonych.
Zgodnie ze stanem na dzień 1 września 2012 roku, w kriostazie w CI znajduje się 112 ciał ludzkich, 91 zwierząt domowych oraz 187 próbek ludzkiego DNA i 57 próbek DNA zwierząt domowych przechowywanych w ciekłym azocie.

## Historia
Cryonics Institute (CI) został założony 4 kwietnia 1976 roku przez czterech mieszkańców stanu Michigan: R.C. Davisa, Roberta C.W. Ettingera, Mae A. Junod i Waltera E. Runkela. Za „ojca krioniki” uważany jest Robert Ettinger, autor książki The Prospect of Immortality (Perspektywa nieśmiertelności). Robert Ettinger był przewodniczącym CI przez ponad 25 lat, aż do września 2003 roku, kiedy to CEO został Ben Best, zaś Robert Ettinger został wiceprzewodniczącym. Robert Ettinger przeszedł na emeryturę w dniu swoich 87. urodzin w grudniu 2005 roku, ale pozostał na stanowisku członka rady nadzorczej do czasu wyborów we wrześniu 2006 roku. W lipcu 2011 roku zmarł i został poddany krioprezerwacji w CI. Przez większość lat 90. XX w. Ben Best był przewodniczącym Cryonics Society of Canada (CSC) i wydawcą czasopisma „Canadian Cryonics News” aż do ostatniego wydania wiosną 2000 roku. Jest w dalszym ciągu członkiem rady nadzorczej w CSC.
W 1976 roku w CI odbyła się pierwsza krioprezerwacja człowieka. W 2003 roku w artykule czasopisma „Sports Illustrated” stwierdzono, że organizacja krioniczna Alcor niewłaściwie przeprowadziła krioprezerwację gwiazdy bejsbolu Teda Williamsa. Pomimo że Cryonics Institute nie miał z tym nic wspólnego, zamieszanie w mediach skłoniło władze stanu Michigan do postawienia ultimatum względem CI, dając 6 miesięcy na wyjaśnienie. Ostatecznie władze stanu Michigan postanowiły licencjonować i uznać Cryonics Institute za cmentarz.
Immortalist Society (Stowarzyszenie Nieśmiertelnych) to blisko związana organizacja edukacyjna, założona także przez Roberta Ettingera. Posiada fundusz badawczy oraz wydaje dwumiesięcznik „Long Life: Longevity through Technology” (Długie życie: Długowieczność poprzez technologię) (dawniej „The Immortalist”). Jego treść to wydarzenia w Cryonics Institute oraz informacje związane z krioniką i przedłużaniem życia.

## Organizacja
Cryonics Institute ma 12 członków w radzie nadzorczej, z których czterech jest wybieranych przez członków co roku na dorocznym zjeździe (Annual General Meeting), zwykle odbywającym się w ostatnią niedzielę września. Rada wybiera następnie funkcjonariuszy (Officers): przewodniczącego, wiceprzewodniczącego, sekretarza oraz skarbnika. Wszyscy członkowie zarządu są wolontariuszami.
Wszyscy funkcjonariusze Cryonics Institute są również członkami rady nadzorczej (Directors).
Funkcjonariusze Cryonics Institute
Stan na 2011 rok
- Przewodniczący (President): Ben Best
- Wiceprzewodniczący (Vice-President): Alan Mole
- Sekretarz (Secretary): Joseph Kowalsky
- Asystent Sekretarza (Assistant Secretary): Debbie Fleming
- Skarbnik (Treasurer): Pat Heller
- Asystent Skarbnika (Assistant Treasurer): S.R. Luyckx
- Contract Officer: Constance Ettinger

## Procedury techniczne
Przez większość swojej historii Cryonics Institute dokonywał perfuzji pacjentów  krioprotektantem na bazie glicerolu. W 2000 roku zatrudniono kriobiologa, Jurija Piczugina, Ph.D., który przeprowadził badania na fragmentach hipokampu (Hippocampal Slice Cryopreservation Project – HSCP). Projekt HSCP miał na celu witryfikację fragmentów hipokampu w mózgu szczurów poprzez ochłodzenie do –130 °C, ponowne ogrzanie i sprawdzenie ich żywotności. Rezultaty opublikowano w kwietniowym numerze czasopisma Cryobiology (Kriobiologia) z 2006.
Dr Piczugin wynalazł w Cryonics Institute substancję do witryfikacji doskonalszą niż glicerol pod względem zapobiegania tworzeniu się lodu. Środka tego po raz pierwszy użyto w 2004 i na początku 2005 roku przy krioprezerwacji dwóch psów należących do członków Instytutu. Pierwszemu człowiekowi zaaplikowano substancję witryfikującą w lecie 2005 roku. Zastosowano wówczas nową procedurę polegającą na witryfikowaniu głowy połączonej z ciałem, które zostało zamrożone bez żadnych krioprotektantów. W lutym 2007 roku Cryonics Institute zaprzestał starań o opatentowanie swej mieszanki witryfikującej i ujawnił jej skład, aby zapobiec sytuacji, że ktoś inny zabroniłby jej używania w CI. Dr Pichugin zakończył pracę w Cryonics Institute w grudniu 2007 roku.
W lecie 2005 roku Cryonics Institute otrzymał kilka wykonanych na zamówienie, sterowanych komputerowo pojemników do ochładzania ciał (cooling boxes). Oprogramowanie LabVIEW umożliwiło kontrolowane ochładzanie aż do temperatury –192 °C (–313 °F). Wyposażenie to było konieczne do właściwej witryfikacji, ponieważ ochładzanie powinno być jak najszybsze przed osiągnięciem temperatury twardnienia substancji witryfikującej (ok. –125 °C), ale bardzo powolne poniżej tej temperatury, aby zredukować pęknięcia związane ze stresem termicznym.
Zamiast w klasycznych naczyniach Dewara ([djụ:əra]), Cryonics Institute przechowuje pacjentów w dużych termosach próżniowych z włókna szklanego i żywicy wypełnionych ciekłym azotem, zwanych w CI „kriostatami” (cryostats). Pierwsze tego typu dewary zbudował własnoręcznie Facilities Manager Andy Zawacki, ale obecnie są robione na zamówienie przez zewnętrznego producenta. Koszty ciekłego azotu w najnowszych i najbardziej wydajnych kriostatach plasują się poniżej 100 dolarów na pacjenta rocznie (maj 2006). Redukcję kosztów znacząco wspomaga stosowanie cysterny z ciekłym azotem o pojemności 3000 galonów (ok. 11 356 litrów).

## Statystyki
Na dzień 1 września 2012, CI ma 1033 członków, z których 501 ma ufundowane kontrakty na krioprezerwację po stwierdzeniu zgonu. 130 spośród tych ostatnich ma podpisane kontrakty z Suspended Animation, Inc. na standby (czuwanie przy umierającym), stabilizację i transport ciała.

## Koszty
Usługi dostępne są głównie dla członków Cryonics Institute. Członkiem Cryonics Institute trzeba zostać za życia.
W przeciwieństwie do innych organizacji krionicznych, Cryonics Institute oferuje swoim członkom wyłącznie przechowywanie całego ciała, nie samych głów.
Każdy może zostać dożywotnim członkiem CI po wypełnieniu kwestionariusza członkowskiego i uiszczeniu składki 1250 dolarów – albo, po wpłaceniu 75 dolarów wpisowego, opłacać roczną składkę członkowską (120 dolarów) lub składkę kwartalną (35 dolarów).
Korzyść dożywotniego członkostwa polega na możliwości przechowania ciała w ciekłym azocie za 28 000 dolarów, podczas gdy cena dla członków opłacających składkę co roku lub kwartalnie wynosi 35 000 dolarów. CI nie podniósł ceny 28 000 dolarów ani składki 1250 dolarów od swojego powstania w 1976 roku.
Podstawowe opłaty 28 000/35 000 dolarów za krioprezerwację nie zawierają opłat za pogotowie (standby) i transport ciała. Członkowie CI mieszkający poza stanem Michigan muszą zapewnić dodatkowe fundusze na przygotowanie ciała do wysyłki i wysyłkę, czym zwykle zajmuje się zakład pogrzebowy. Profesjonalne usługi pogotowia i transportu dla krioników w USA oferuje firma Suspended Animation, Inc. z Florydy. Transportem pacjentów z terenu Europy zajmuje się zakład pogrzebowy z Anglii, również za osobną opłatą.
Powyższe koszty najczęściej opłaca się z polisy ubezpieczeniowej na życie. Suma ubezpieczenia powinna obejmować koszt krioprezerwacji wymagany przez Cryonics Institute oraz koszt transportu zwłok i ewentualnego pogotowia, plus dodatkowe fundusze na wszelki wypadek (poza USA choćby np. na wypadek zmiany kursu dolara). Uposażonym polisy czyni się Cryonics Institute. Po śmierci suma ubezpieczenia wypłacana jest Cryonics Institute, który rozlicza się z firmami, jakie współpracowały przy danym pacjencie.
Koszty członkostwa należy pokryć we własnym zakresie (nie jest to możliwe poprzez polisę ubezpieczeniową).